# Ренне, Владимир Тихонович
Владимир Тихонович Ренне (13.07.1908-12.05.1971) — советский учёный в области электрических конденсаторов, доктор технических наук, лауреат Государственной премии СССР (1972, посмертно).

## Биография
Родился 13.07.1906 в Калуге. В 1928—1939 гг. монтёр, инженер на телефонном заводе «Красная Заря».
В 1930 г. окончил ЛПИ им. Калинина и с 1935 г. работал там же на кафедре «Электроизоляционная и кабельная техника» сначала по совместительству, а с 1939 года, после защиты кандидатской диссертации, как штатный доцент.
Во время войны — конструктор НИИ-22, за участие в разработке специальных изделий был награждён орденом Красной Звезды (16.09.1945).
В конце 1945 года вернулся в ЛПИ. В 1951 г. защитил докторскую диссертацию и был утверждён в звании профессора. В 1952 г. за свою научную и педагогическую деятельность награждён орденом «Знак Почёта».
С 1958 г. зав. кафедрой электрической изоляции, кабелей и конденсаторов.
Государственная премия СССР 1972 г. (посмертно) — за цикл работ по теории, расчёту и конструированию электрических конденсаторов.

## Сочинения
- Электрические конденсаторы [Текст]. — 3-е изд., перераб. — Ленинград : Энергия. Ленингр. отд-ние, 1969. — 592 с. : ил.; 22 см.
- Пленочные конденсаторы с органическим синтетическим диэлектриком [Текст]. — 2-е изд., перераб. и доп. — Ленинград : Энергия. Ленингр. отд-ние, 1971. — 239 с. : ил.; 22 см.